# El hombre de papel
El hombre de papel é um filme de drama mexicano de 1963 dirigido e escrito por Ismael Rodríguez. Foi selecionado como representante do México à edição do Oscar 1964, organizada pela Academia de Artes e Ciências Cinematográficas.

## Elenco
- Ignacio López Tarso - Adán
- Alida Valli - La Italiana
- Susana Cabrera - La Gorda
- Guillermo Orea - Tendero
- Alicia del Lago - María
- José Ángel Espinoza - Torcuato